# ソロモン・フェファーマン

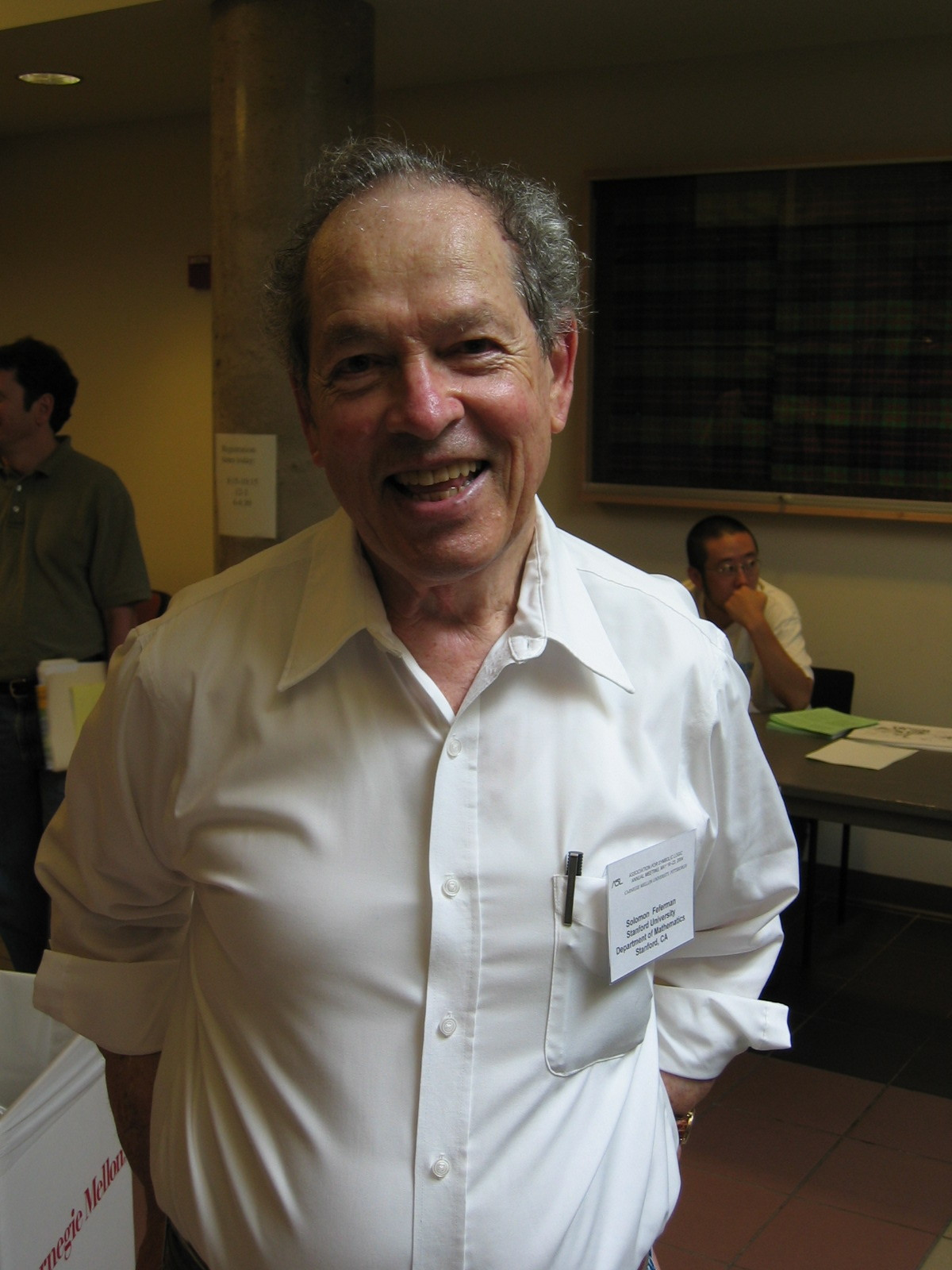
2004年

ソロモン・フェファーマン（Solomon Feferman、1928年12月13日 - 2016年7月16日）はアメリカの哲学者、論理学者。数理論理学に業績がある。
フェファーマンはニューヨークに生まれ、1957年、カリフォルニア大学バークレー校のタルスキの下で博士号を取得した。スタンフォード大学の教授として勤めた。フェファーマンは2003年ショック賞（論理学・哲学部門）を受賞し、2006年にはタルスキレクチャーを行っている。また彼はゲーデルの"Collected Works"の編集委員長でもあった。
主な著作に"In the Light of Logic"(Oxford University Press, 1998)など。